# دیوید اکروید
دیوید اَکروید (انگلیسی: David Ackroyd؛ زادهٔ ۳۰ مهٔ ۱۹۴۰) بازیگر اهل ایالات متحده آمریکا است. وی از سال ۱۹۶۹ میلادی تاکنون مشغول فعالیت بوده‌است.
از فیلم‌ها یا برنامه‌های تلویزیونی که وی در آن نقش داشته است، می‌توان به مردان بحران: سرگذشت هاروی والینجر اشاره کرد.